# Karia Ba Mohamed
Karia Ba Mohamed è una città del Marocco, nella provincia di Taounate, nella regione di Fès-Meknès.
La città è anche nota come Qaryah Ba Muh̨ammad, Karia Ba Mohammed.